# Kenneth Kunen
Herbert Kenneth Kunen, né le 2 août 1943 à New York et mort le 14 août 2020 à Madison (Wisconsin), est un mathématicien américain, professeur émérite de mathématiques à l'université du Wisconsin à Madison qui travaillait en théorie des ensembles et à ses applications en topologie et en théorie de la mesure. 

## Carrière
Kunen a été étudiant en licence au Caltech. Il a obtenu un doctorat en 1968 à l'université de Stanford, sous la supervision de  Dana Scott, avec une thèse intitulée « Inaccessibility Properties of Cardinals ». Il est devenu maître de conférence à l'université du Wisconsin à Madison en 1970, et est passé professeur en 1972. Il est resté à Madison à l'exception d'une année comme professeur invité à l'université de Californie à Berkeley.

## Travaux
Kunen travaille en théorie des ensembles et ses applications en topologique et en théorie de la mesure. 
Il s'est intéressé également aux structures algébriques non associatives comme les quasigroupes ; il a utilisé un des plus anciens démonstrateurs de théorèmes, le Otter theorem prover (en), pour obtenir des énoncés dans ce domaine.
En théorie des ensembles, Kunen a démontré que l'existence d'un plongement non trivial {\displaystyle j:L\to L} de l'univers constructible de Gödel {\displaystyle L} dans lui-même implique l'existence de l'ensemble 0# (en). Il a aussi démontré la cohérence de l'existence d'un idéal normal {\displaystyle \aleph _{2}}-saturé sur {\displaystyle \aleph _{1}} à partir de la cohérence de l'existence d'un cardinal énorme (en). Il a introduit la méthode des ultraproduits itérés, avec laquelle il a prouvé que si {\displaystyle \kappa } est un cardinal mesurable tel que {\displaystyle 2^{\kappa }>\kappa ^{+}} ou si {\displaystyle \kappa } est un cardinal fortement compact (en) alors il existe un modèle interne (en) de la théorie des ensembles avec {\displaystyle \kappa } cardinaux mesurables. Il a prouvé le théorème d'inconsistance de Kunen qui énonce l'impossibilité d'un plongement élémentaire non trivial de l'univers de von Neumann {\displaystyle V} dans lui-même, plongement qui avait été suggéré comme hypothèse de grand cardinal (un « cardinal de Reinhardt (en) »).
En dehors du domaine des grands cardinaux, Kunen est connu pour des constructions combinatoires sophistiquées, toujours en logique et en théorie des ensembles. Il a prouvé qu'il est cohérent que le premier cardinal ne vérifiant pas l'axiome de Martin soit singulier, et il a construit, sous l'hypothèse du continu, un {\displaystyle L}-espace compact supportant une mesure non séparable. Il a également travaillé sur le modèle standard de Cohen. La notion d'arbre de Jech-Kunen est nommé d'après lui et Thomas Jech.
Kunen a été boursier Sloan et boursier  H. I. Romnes. Il a été éditeur des Annals of Mathematical Logic, du Journal of Symbolic Logic, du Journal of Computation and Mathematics et a édité, avec  Jerry Vaughan, le Handbook of Set-Theoretic Topology et une section du Handbook of Mathematical Logic.
Son nombre d'Erdös est égal à 1.

## Publications (sélection)
Les publications de Kunen les plus connues sont ses livres d'introduction, et les manuels.
- Kenneth Kunen, Set Theory, College Publications, 2011, 401 p. (ISBN 978-1-84890-050-9).
- Kenneth Kunen, The Foundations of Mathematics, College Publications, 2009, 251 p. (ISBN 978-1-904987-14-7).
- Kenneth Kunen, Set Theory : An Introduction to Independence Proofs, Amsterdam/New York/Oxford, North-Holland, 1980, 313 p. (ISBN 0-444-85401-0)[6].
- (en) Kenneth Kunen et Jerry E. Vaughan (éditeurs), Handbook of Set-Theoretic Topology, Amsterdam/New York/Oxford, North-Holland, 1984, 1273 p. (ISBN 0-444-86580-2)[7].

## Hommage
Le journal Topology and its Applications a édité un numéro spécial en hommage à Kunen, avec une biographie par Arnold W. Miller et des contributions notamment par  Mary Ellen Rudin et Akihiro Kanamori.